# Журавльов Микола Вікторович
Микола Вікторович Журавльов (16 січня 1930, Омськ, Російська РФСР — 25 січня 2010, Київ, Україна) — радянський і український кінооператор. Заслужений діяч мистецтв Кабардино-Балкарії (1988).

## Життєпис
Народився в родині службовця. Закінчив Одеський технологічний інститут (1955) й операторський факультет Всесоюзного державного інституту кінематографії (1966). 
З 1957 р. працював на Київській кіностудії ім. О. П. Довженка.
З 1965 р. — оператор-постановник.
Був членом Національної спілки кінематографістів України.
Похований на кладовищі «Північне» під Києвом.

## Фільмографія
Зняв фільми:
- «Ми, двоє чоловіків» (1962, асистент оператора)
- «Казка про Хлопчиша-Кибальчиша» (1964, 2-й оператор)
- «Акваланги на дні» (1965, у співавт.)
- «Туманність Андромеди» (1967, Спеціальний приз журі на фестивалі в Югославії)
- «Скарби палаючих скель» (1969)
- «У тридев'ятому царстві...» (1970)
- «Зоряний цвіт» (1971)
- «Нічний мотоцикліст» (1972)
- «Така вона, гра» (1976)
- «Будьте напоготові, Ваша високосте!» (1978)
- ««Мерседес» втікає від погоні» (1980)
- «Таємниця корабельного годинника» (1982)
- «Тепло студеної землі» (1984, телефільм, 2 серії)
- «Слухати у відсіках» (1985, телефільм, 2 серії)
- «Поранені камені» (1987, т/ф)
- «Проєкт „Альфа“» (1990)
- «Зірка шерифа» (1991, у співавт.) та ін.